# Platypalpus ferrugineus
Platypalpus ferrugineus är en tvåvingeart som beskrevs av Enrico Adelelmo Brunetti 1913. Platypalpus ferrugineus ingår i släktet Platypalpus och familjen puckeldansflugor. Inga underarter finns listade i Catalogue of Life.